# 3-я Новоостанкинская улица
Тре́тья Новооста́нкинская у́лица — улица на севере Москвы, в Останкинском районе Северо-Восточного административного округа.

## История
Начиная с 1820-х годов район села Останкина стал застраиваться дачами, по выходным там проводились увеселительные мероприятия. В начале XX века поблизости от Останкина появился новый посёлок — Новое Останкино или Ново-Останкино, застроенное невысокими домами. После того, как посёлок был включён в границы Москвы, 18 января 1928 года его улицы получили имена по названию бывшего посёлка — шедшие с севера на юг именовались проездами (их было 8), с запада на восток — улицами (их было 4) и переулками (их было 3). В 1950—1960-е годы территория бывшего посёлка была застроена многоэтажными домами, в результате чего часть улиц и проездов оказалась застроена и в нумерации возникли пробелы; другие были переименованы.

## Расположение
Проезд начинается от Новомосковской улицы, пересекает Аргуновскую улицу и заканчивается у улицы Цандера. 

## Здания и сооружения
По чётной стороне улицы числятся следующие здания:
- 2
- 2 строение 2
- 2  строение 3
- 4
- 6
- 6 строение 1

По нечётной стороне улицы числятся следующие здания:
- 15
- 17
- 19
- 21
- 23
- 23 строение 1